# Tadeusz Kotarbiński
Tadeusz Kotarbiński, (né le 31 mars 1886 à Varsovie - mort le 3 octobre 1981 à Varsovie) est un philosophe, logicien et praxéologue polonais. 

## Biographie
Il est le fils de l'artiste-peintre renommé Miłosz Kotarbiński (pl) (1854-1944) et de la pianiste Ewa Koskowska. Marié pour la première fois avec Wanda Kotarbińska née Baum (1887 - 1946). Sa seconde épouse, philosophe Janina Kotarbińska née Dina Sztejnbarg-Kamińska, est décédée en 1997 à 95 ans.
Tadeusz Kotarbiński a suivi des études de philosophie et de philologie à l'université de Lwów où il s'est rapproché de Kazimierz Twardowski, le père-fondateur de l’École de Lvov-Varsovie et, indirectement, héritier de la méthode rationaliste de Franz Brentano. Tadeusz Kotarbiński a donc adhéré à cette formation logico-philosophique.
Sa position en Pologne a été particulière : outre son travail philosophique, durant toute sa vie, il s’est démarqué par ses prises de position idéologiques. L’affection que lui accorde Alfred Tarski, un philosophe et logicien polonais d’origine juive, est liée aussi à cette attitude si peu fréquente à l’époque. Après la deuxième guerre, Tadeusz Kotarbiński, même s’il n’était pas hostile à beaucoup d’idées de Marx, cité par ailleurs dans son livre sur la praxéologie, se trouvait souvent en conflit avec les membres du Parti, car, semble-t-il, il lisait Marx de plus près que ces derniers.
Un mot encore sur l’héritage idéologique de Tadeusz Kotarbiński : il s’inscrivait dans le positivisme, un mouvement intellectuel polonais de la fin du XIXe et du début du XXe siècle. Sa signification en Pologne portait néanmoins des marques particulières. La deuxième moitié du dix-neuvième siècle fut marquée par le désir des intellectuels d’améliorer les conditions de vie des classes sociales les plus basses. Tadeusz Kotarbiński a construit sa praxéologie justement dans le cadre de ce programme d’action. Son objectif est de former et de justifier les conseils concernant ce qu’il faut faire, ce qu’il est bien de faire ou encore ce qu’il est suffisant de faire dans des circonstances précises pour atteindre les résultats voulus le plus efficacement, le plus adroitement possible. 
Le travail de Tadeusz Kotarbiński peut être divisé en trois parties majeures :

## Travail philosophique

### Première période – logique et ontologie
La première période est marquée par les textes sur la logique et l’ontologie, et son opus magnum reste, sans doute, Elementy teorii poznania, logiki formalnej i metodologii nauk (Éléments de la théorie de la connaissance, de la logique formelle et de la méthodologie des sciences), publié en 1929 (et, par la suite, en anglais, en 1966, sous le titre de Gnosiology). Ce livre, prévu comme un manuel de logique pour les étudiants, contient l’exposition du réisme. C'est une conception ontologique qui unit le nominalisme radical et le matérialisme. Cette conception a pour objectif la lutte contre les « onomatoïdes », autrement dit contre les noms apparents, qui donnent l’illusion de cacher derrière eux des entités réelles. Car pour Kotarbiński, un nom véritable, est un nom d’une chose, puisque tout objet est justement une chose ; parler des « événements » des « changements », des « faits » est soit erroné, soit métaphorique. Le réisme a été modifié par la suite en ce qui concerne sa forme, néanmoins il semble que le contenu ontologique soit resté inchangé ; cette question a été le sujet de nombreuses controverses. Un article très pertinent concernant ce problème a été écrit par Barry Smith : 
On the Phases of Reism.
On ajoutera également, que le réisme reprend le système ontologique et logique de Stanisław Leśniewski, dont les idées principales sont exposées dans les Elementy.

### Deuxième période – praxéologie
Kotarbiński a toujours été intéressé par des questions pratiques. Il a élaboré une théorie de l’action (aussi bien que de l’acte), dont les premières esquisses datent de 1913. Néanmoins ce n’est qu’à partir de la Seconde Guerre mondiale, du fait de son enseignement dans une université clandestine, qu’il a pu se consacrer exclusivement à la praxéologie. Avec des origines aristotéliciennes, cette discipline mélange une réflexion sur l’action en général, des études minutieuses sur des actions particulières, une réflexion sur le langage, sur les dictons et proverbes populaires, afin de construire une grammaire de l’action, un langage qui pourrait en parler d’une manière pertinente. Dans le cadre de la praxéologie, on trouve aussi une étude du travail en tant que tel, de la lutte, de la coaction (positive, comme n’importe quelle collaboration visant un but commun) et la coaction négative (un match, par exemple). L’ouvrage phare de la praxéologie est le Traktat o dobrej robocie (Traité du travail bien fait), publié pour la première fois en 1955. 
La praxéologie entre, avec ses interrogations, dans la réflexion sur le choix rationnel, ce qui est illustré par le passage suivant : 
« Ce n’est pas l’absence, dans l’esprit de l’individu effectuant une action, de la doctrine du bon travail, qui est déterminante dans le cas où son esprit est dépourvu des principes rationnels de la praxéologie, mais la présence dans son esprit d’une doctrine insuffisamment rationnelle, insuffisamment mûrie, défectueuse. En un mot, il n’y a qu’une seule solution : être guidé par une bonne ou une mauvaise praxéologie, et le motif principal pour pratiquer la praxéologie rationnelle, c’est la nécessité de se défendre devant la praxéologie non rationnelle, qui, importunément, s’insinue dans l’esprit de celui qui néglige d’étudier minutieusement les principes d’une action visant à être efficace. » (Kotarbiński, Les origines de la praxéologie, PWN, Warszawa, 1962, p. 18)

### Troisième période – éthique indépendante
Avec le temps, la réflexion kotarbinskienne portant sur les problèmes de l’action s’est rapprochée de plus en plus de l’éthique. Après la publication du Traité, Kotarbiński a écrit un nombre important d’articles traitant justement des problèmes éthiques, où il élabore une conception de l’éthique indépendante, non seulement de la religion, mais également de toute ontologie, tout système philosophique. Cette éthique, dont le pivot est le personnage de « gardien fiable », parle de la façon dont nous nous forgeons nos idéaux, nos concepts éthiques : cela se passe au sein des communautés, on ne doit donc pas rechercher des fondements universels de notre éthique. Malgré ce relativisme apparent, Kotarbiński maintient que les hommes, semblables dans leurs besoins essentiels, valorisent souvent les caractéristiques similaires à l’échelle d’une communauté, ce qui fait que nous partageons tous beaucoup d’entre elles – pensons ici au courage, à la générosité, à la modération.

## Récompenses et distinctions
- Il a reçu le titre de docteur honoris causa de l'université Jagellonne de Cracovie en 1964[1]
- Décoré dans l'Ordre de la Bannière du Travail
- Grand-croix dans l'ordre Polonia Restituta
- Décoré de l'ordre des Bâtisseurs de la République polonaise
- Commandeur dans l'ordre national de la Légion d'honneur (France)

## Publications

### Sélection de publications en polonais
- Elementy teorii poznania, logiki formalnej i metodologii nauk (1929); trad. anglaise: Gnosiology. The Scientific Approach to the Theory of Knowledge, Oxford: Pergamon Press 1966.
- Traktat o dobrej robocie (1955)
- Sprawność i błąd (1956)
- Medytacje o życiu godziwym (1966)
- Abecadło praktyczności
- Depuis les années 1990, les œuvres complètes de Kotarbinski sont publiées à raison d'un volume tous les deux ans environ.

### Traductions françaises
- Leçons sur l'histoire de la logique. Presses universitaires de France, 1964.
- Traité du travail efficace (Traktat o dobrej robocie), traduit en français par Jean-Luc Dumont et al., Besançon, Presses universitaires de Franche-Comté, 2007.  (ISBN 978-2-84867-161-1) La traduction anglaise avait pour titre : Praxiology. An Introduction to the Science of Efficient Action (1965).
- « Le réalisme pratique », traduit en français par Mateusz Czekaj et Luc Leguérinel, in Cahiers critiques de philosophie, no 9, Hermann – Paris VIII, Philosophie, 2010.
- La vérité est-elle éternelle ou éternelle et sempiternelle ? (avec Stanisław Leśniewski), Introduction philosophique et postface de Marc Peeters, traduction et introduction philologique de Katia Vandenborre, EME Éditions modulaires européennes, 2011, 2015  (ISBN 978-2-8066-0055-4)
- Écrits sur l'éthique (1935-1987), Édition établie et préfacée par Luc Leguérinel, Traduit du polonais par Mateusz Czekaj et Luc Leguérinel, Hermann, 2017.  (ISBN 978-2-7056-8671-0)